# NGC 7204
NGC 7204 é uma galáxia lenticular na direção da constelação de Piscis Austrinus. O objeto foi descoberto pelo astrônomo John Herschel em 1834, usando um telescópio refletor com abertura de 18,7 polegadas. Devido a sua moderada magnitude aparente (+13,7), é visível apenas com telescópios amadores ou com equipamentos superiores. 